# 108 (getal)
108 is het natuurlijke getal volgend op 107 en voorafgaand aan 109.

## In de wiskunde
Honderdenacht, 9 dozijn, is een harshadgetal.
Het getal 108 is de hyperfactor van 3 van de vorm 1^1 x 2^2 x 3^3.
De hoeken van een regelmatige vijfhoek zijn 108 graden.
Het getal 108 is het kleinste getal waarbij de verzamelde delers ten minste eenmaal voorkomen, de delers zijn  1, 2, 3, 4, 6, 9, 12, 18, 27, 36, 54 and 108.
Het getal 108 is het grootste bekende getal n in de formule 2n waarin het getal 9 niet voorkomt: 2108= 324.518.553.658.426.726.783.156.020.576.256.

## Religie
Het getal 108 wordt als heilig beschouwd door diverse oosterse religies, waaronder Hindoeïsme, Boeddhisme en Jaïnisme.

### Hindoeïsme
Het gebedssnoer japa mala bestaat gewoonlijk uit 108 kralen.
In Cambodja bevindt zich de Angkor Wat tempel, waarin zich een afbeelding bevindt van een slang waaraan wordt getrokken door 108 goden en demonen. De 54 goden trekken in de ene, de 54 demonen in de andere richting.

### Boeddhisme
Ook de Tibetaans-Boeddhistische gebedssnoeren bevatten in het algemeen 108 kralen (soms 111). Zen priesters dragen om hun polsen juzu, dit is een Boeddhistisch gebedssnoer bestaande uit 108 kralen.

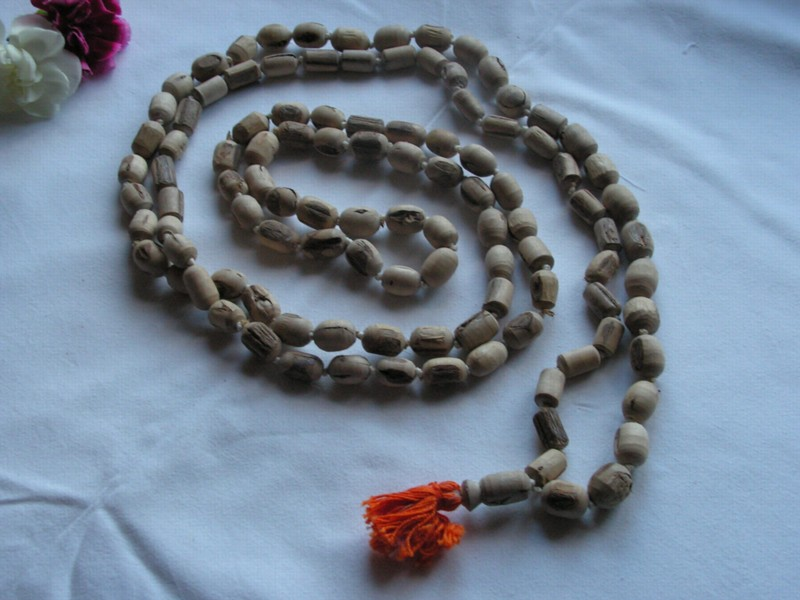
Japa mala, of japa kralen, gemaakt van tulasi-hout, bestaande uit 108 kralen plus de hoofdkraal.

In een hoofdstuk uit de Lankavatara Sutra stelt de Bodhisattva Mahamati aan Boeddha 108 vragen en in datzelfde hoofdstuk noemt Boeddha 108 ontkennende uitspraken van de vorm "Een bewering over X is niet een bewering over X".
Sommige Boeddhistische scholen nemen aan dat er 108 gevoelens bestaan. Dit aantal zou (volgens Bhante Gunaratana) worden bereikt door van de zintuigen reuk, tastzin, smaak, gehoor, zicht, en bewustzijn te onderscheiden of ze pijnlijk, plezierig of neutraal zijn, en daarvan weer te onderscheiden of ze zelf worden voortgebracht (intern) dan wel van buiten komen (extern), en dit weer in te delen naar verleden, heden en toekomst, dus 6 × 3 × 2 × 3 = 108 gevoelens.
In Japan wordt in boeddhistische tempels aan het eind van het jaar 108 keer een klok geluid ter afsluiting van het oude jaar en verwelkoming van het nieuwe. Elke klokslag representeert een van 108 wereldlijke verleidingen die een mens moet weerstaan om nirwana te bereiken.

### Joodse cultuur en numerologie
In de Joodse cultuur worden giften en donaties vaak gedaan in veelvouden van 18, dat wordt geassocieerd met het Hebreeuwse woord 'chai(חי)', dat 'levend', of 'leven' betekent. Het getal 108 is een veelvoud van 18 (6 keer 18) en bestaat, decimaal geschreven, daarnaast uit onder meer de cijfers 1 en 8 die samen het getal 18 vormen.

### Prehistorie
Het prehistorische monument Stonehenge heeft een diameter van ongeveer 108 voet.

### Overige referenties
In de neo-gnostische leer van Samael Aun Weor heeft een individu 108 kansen (levens) om zijn ego's te overwinnen en de materiële wereld te ontstijgen.

## Oosterse vechtkunst
Veel Oost-Aziatische vechtsporten hebben hun wortels in het boeddhisme, met name het boeddhistische Shaolinklooster. Vanwege de relaties met het boeddhisme is in diverse vechtsporten 108 een belangrijk symbolisch getal geworden.
- Volgens Marma Adi en Ayurveda zijn er in het menselijk lichaam 108 drukpunten waar bewustzijn en lichaam elkaar raken en 'leven' voortbrengen.[7]
- Ook in China en in Zuid-India gaat men bij de gevechtssporten uit van het principe van 108 drukpunten.[8][9]
- Ook in de bij karate gebruikte symboliek speelt het getal 108 een prominente rol; dit geldt met name voor de Goju-ryu variant.[10]
- Er zijn in enkele versies van de Yang-stijl tai chi chuan 108 bewegingen. Evenzo in Wing chun, zoals gedoceerd door Yip Man.[11]
- Paek Pal Ki Hyung, zoals toegepast bij Kuk sool won, betekent letterlijk vertaald "108 techniek". Het wordt ook vaak aangeduid met "elimineer 108 kwellingen". Elke beweging correspondeert met een van de 108 Boeddhistische kwellingen.

## Overig
108 is ook:
- het jaar 108 v.Chr. of het jaar 108
- het aantal speelblokjes in het spel Qwirkle
- het atoomnummer van het scheikundig element Hassium (Hs)
- de som van de getallen 4, 8, 15, 16, 23 en 42, die in de tv-serie Lost een belangrijke rol spelen.
- het rugnummer van Wouter Weylandt op het moment dat hij een fatale val maakte in de Giro d'Italia (9-5-2011)
- het aantal kaarten in het kaartspel UNO
- de naam van een 'community' van en voor open source ontwikkelaars, gestart door Red Hat.[12]
- het alarmnummer voor telefonie in India